# Zimbabwe na Letnich Igrzyskach Olimpijskich 1980
Zimbabwe na Letnich Igrzyskach Olimpijskich 1980 reprezentowało 42 zawodników: 23 mężczyzn i 19 kobiet. Był to 4 start reprezentacji Zimbabwe na letnich igrzyskach olimpijskich.

## Skład kadry

### Hokej na trawie
Kobiety
- Liz Chase, Sandy Chick, Gillian Cowley, Patricia Davies, Sarah English, Maureen George, Ann Grant, Susan Huggett, Patricia McKillop, Brenda Phillips, Christine Prinsloo, Sonia Robertson, Anthea Stewart, Helen Volk, Linda Watson - 1 miejsce

### Judo
Mężczyźni
- Daniel Fyfer - waga półlekka
- John de Wet - waga półciężka, kategoria Open

### Kolarstwo szosowe
Mężczyźni
- David Gillow - wyścig ze startu wspólnego - nie ukończył
- Michael McBeath - wyścig ze startu wspólnego - nie ukończył
- John Musa - sprint - 9 miejsce, 1 km na czas - 18 miejsce

### Lekkoatletyka
Mężczyźni
- Zephaniah Ncube - bieg na 5000 m
- Kenias Tembo - bieg na 10000 m
- Tapfumaneyi Jonga - maraton - 51 miejsce
- Abel Nkhoma - maraton - 53 miejsce

### Łucznictwo
Mężczyźni
- David Milne -  34 miejsce

### Pływanie
Kobiety
- Lynne Tasker - 100 m stylem dowolnym, 100 m stylem grzbietowym, 200 m stylem grzbietowym

Mężczyźni
- Guy Goosen - 100 m stylem dowolnym, 200 m stylem dowolnym, 100 m stylem motylkowym

### Podnoszenie ciężarów
Mężczyźni
- Addison Dale - kategoria 90 - 100 kg - 14 miejsce

### Strzelectwo
Mężczyźni
- Jason Cambitzis - trap - 33 miejsce
- Jeremy Cole - skeet - 33 miejsce
- Richard Gardner - skeet - 43 miejsce
- Dennis Hardman - karabin małokalibrowy leżąc 50 m - 25 miejsce, karabin małokalibrowy 3 postawy 50 m - 30 miejsce
- Paul Meyer - trap - 25 miejsce
- Ian Redmond - pistolet szybkostrzelny 25 m - 33 miejsce, pistolet 50 m - 27 miejsce
- David Westerhout - pistolet szybkostrzelny 25 m - 38 miejsce

Kobiety
- Maureen Reichert - pistolet 50 m - 28 miejsce

### Skoki do wody
Kobiety
- Deborah Hill - trampolina 3 m - 14 miejsce
- Antonette Wilken - trampolina 3 m - 10 miejsce, wieża 10 m - 16 miejsce

Mężczyźni
- David Parrington - trampolina 3 m - 24 miejsce, wieża 10 m - 22 miejsce

### Żeglarstwo
Mężczyźni
- Peter Wilson - Klasa Finn - 16 miejsce
- Jeremy O’Connor, Robin O’Connor - Klasa 470 - 13 miejsce